# John W. Vessey
John William Vessey, Jr., född 29 juni 1922 i Minneapolis, Minnesota, död 18 augusti 2016 i North Oaks, Minnesota, var en general i USA:s armé. 

## Biografi
Vessey påbörjade sin 46 år långa militära karriär 1939 som menig 16-årig volontär i Minnesotas nationalgarde och avslutade den som fyrstjärnig general och USA:s försvarschef från 1982 till 1985. 
Vessey deltog i andra världskriget, Koreakriget och Vietnamkriget.